# Cynoscion leiarchus
Cynoscion leiarchus és una espècie de peix de la família dels esciènids i de l'ordre dels perciformes.

## Morfologia
- Els mascles poden assolir 90,8 cm de longitud total i 2.000 g de pes.[3][4][5]

## Hàbitat
És un peix de clima tropical i demersal que viu fins als 25 m de fondària.

## Distribució geogràfica
Es troba a l'Atlàntic occidental: des de Nicaragua i Panamà fins a Santos (el Brasil).

## Ús comercial
Es comercialitza fresc i salat.

## Observacions
És inofensiu per als humans.